# ロンバルド語
ロンバルド語（ロンバルドご、lombardo、lumbard、lumbaart）は、南スイス（ティチーノ州、グラウビュンデン州）及び、北イタリア（ロンバルディア州のほとんど）で話されている方言群に対して付けられている呼び名である。ロンバルディア語とも。
この地域はかつてケルト人の住んだガリア・キサルピナであり、ロンバルド語はガリアの地のイタリア語と言うことでガロ・イタリア語に分類される。ロンバルド語は、西ロマンス語のひとつであって、フランス語に近く、東ロマンス語であるロマンシュ語やイタリア語（トスカーナ語）とは地理的に近いにもかかわらず言語的にはやや遠い。ロンバルド語の地域では、書き言葉としては主にイタリア語が使われている一方で、ロンバルド語とイタリア語は本質的に意思の疎通が困難である。

## 概説

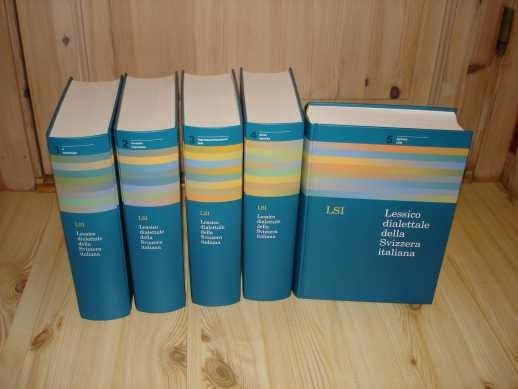
LSI(Lessico dialettale della Svizzera italiana) は、2004年にスイスで出版された辞書。

ロマンス語では珍しい特徴としては、西ロンバルド語には母音の長短の対立があるということである。たとえば、paas [paːs](IPA) '平和' に対し pass [pas] 'ステップ'、 ciapaa [ʧaˈpaː] '取った' に対し ciapá [ʧaˈpa] '取る'のように。
また、英語やドイツ語などゲルマン系の語のように、動詞句が多いということが特徴としてあげられる。たとえば、trá '引く' の語を使って、trá via '捨てる'、trá sü '吐く'、trá fö(ra) '除く' のように。また、 mangiá '食べる' の語を使って、 mangiá fö(ra) '浪費する' のように。
イタリア国内では、しばしばロンバルド語地域でこの言葉を使うことがあまりよいと思われていないが、スイス国内では全般的にはそうではない。従って、ロンバルド語の方言群は、スイス国内の方がよく保存されているし、活発である。いくつかのラジオ、テレビ番組が、スイスのイタリア語放送局から時折放送される。ロンバルト語の方言に関する主要な研究所である方言学・民族誌センター (Centro di dialettologia e di etnografia; CDE) は、スイスのベッリンツォーナにある。イタリア国内には同様の施設はない。CDEは、2004年12月にLSI(Lessico dialettale della Svizzera italiana)という5巻から成る辞書を発刊した。これは、スイス国内で話されるすべての方言群を網羅している。これは、これまで発行された中でもっとも総括的なロンバルド語の調査である。4500ページ以上にわたり、約5万7000の語彙を収録し、19万の方言に対応している。
しばしば「ロンバルド」の語は、まだ実際には存在していない共通語を指して使われる。しかし、しばしばロンバルド語の方言間で、たがいに通じ合わないことがあるということに目を向けなければならない。
一般に、西ロンバルド語と、東ロンバルド語の2つの方言群に大きく分けられる。スイス国内では西ロンバルド語が、イタリアでは東西のロンバルド語が話される。ロンバルド語の諸言語群の中で、もっとも古い文献は、ミラノのものであり、13世紀の日付にさかのぼる。ミラノには、現在その地域の固有のロンバルド語の方言であるミラノ語があるのだが、ほとんど完全にイタリア語に置き換えられてしまった。ティチーノ語は、スイスのティチーノ州で話される方言群に広く用いられる名称である。「ティチーノ・コイネー」は、西ロンバルド語のコイネー（地域共通語）で、地域の方言の話者が、ティチーノ州やグラウビュンデン州やイタリアのロンバルディア州など、他のロンバルド語の方言の話者とコミュニケートする時に使われる。
言語コードは、ISO 639-1では規定されておらず、ISO 639-2では「roa」、ISO/DIS 639-3、SILでは「lmo」である。エスノローグの統計では話者数は約900万とされているが、統計の方法に疑問が持たれている。実数としてはイタリア国立統計研究所（ISTAT）の約400万という数字の方が現実的だとされている。